# کم‌عمق‌ها
کم‌عمق‌ها؛ اینترنت با مغز ما چه می‌کند (به انگلیسی: The Shallows: What the Internet Is Doing to Our Brains) کتابی است به قلم نیکلاس کار، روزنامه‌نگار و نویسنده‌ای آمریکایی که کتاب‌هایش عمدتاً به رابطه انسان و فناوری اطلاعات می‌پردازد. این کتاب در سال ۲۰۱۰ منتشر و در سال ۲۰۱۱ بازنشر شد و در همان سال یکی از فینالیست‌های جایزه پولیتزر شد.

## موضوع
نویسنده در کتاب کم‌عمق‌ها - اینترنت با مغز ما چه می‌کند تأثیر اینترنت، نشر الکترونیک و کتاب‌خوانیِ دیجیتال (به خصوص وب‌خوانی) را از زوایای مختلف بررسی کرده‌است. در این کتاب به اجمال و با زبانی عامه‌فهم، به ساختار و کارکرد مغز پرداخته شده و با مرور تاریخچه فناوری‌های فکری و به ویژه کتاب و کتاب‌خوانی و همچنین اشاره به کارکرد اینترنت و موتورهای جستجو، تأثیر انتقال کتاب از رسانه کاغذی به رسانه دیجیتال بر روی عادات کتاب‌خوانی مردم، مورد بحث قرار گرفته‌است.
نویسنده برآیند این همه را گرایش انسان عصر نوین به سطحی‌خوانی و دوری‌اش از ژرف‌خوانی و غرق شدن در متن می‌داند و عادت عموم به خواندنِ سریع و گذرای سرخط‌ها و نوشته‌های وبلاگ‌ها را شاهدی بر این مدعا می‌آورد. استنتاج نهایی کتاب این است که با فراگیر شدن این شیوه از مطالعه، اطلاعات بشر افزایش ولی هوش او کاهش خواهد یافت و مغز بیشتر به انبارِ فهرستی از دانسته‌ها تبدیل خواهد شد. در چنین وضعیتی مغز نمی‌تواند با ترکیب دانسته‌ها، ایده‌های جدید خلق کند و هوش بشر نقصان خواهد یافت.

## نسخه فارسی
نسخه فارسی این کتاب برای اولین بار در سال ۱۳۹۲ تحت عنوان اینترنت با مغز ما چه می‌کند توسط نشر گمان و به ترجمه محمود حبیبی منتشر شد. در سال ۱۳۹۳ نیز یک ترجمه دیگر از امیر سپهرام توسط نشر مازیار روانه بازار شد.

نشر گمان
نشر مازیار

## فهرست
- پیشگفتار: سگ نگهبان و دزد
- فصل ۱: من و هال
- فصل ۲: مسیرهای مجازی
گریزی به آنچه که مغز می‌اندیشد، وقتی به خود می‌اندیشد
- فصل ۳: ابزارهای مغز
- فصل ۴: ژرفنای صفحه
گریزی به لی دی فارست و اودیون شگفت‌انگیزش
- فصل ۵: رسانه‌ای با عمومی‌ترین ماهیت
- فصل ۶: تصویر واقعی یک کتاب
- فصل ۷: مغز یک تردست
در باب شناوری آزمون‌های بهره‌هوشی
- فصل ۸: کلیسای گوگل
- فصل ۹: جستجو
حافظه گریزی به نگارش این کتاب
- فصل ۱۰: چیزی مثل من
- پس گفتار: عناصر انسانی[۸]